# Geri Çipi
Geri Çipi (Valona, 28 febbraio 1976) è un dirigente sportivo ed ex calciatore albanese, di ruolo difensore, amministratore del Flamurtari Valona.

## Carriera

### Nazionale
Vanta ben 34 presenze con la maglia della nazionale albanese, con la quale vi ha giocato dal 1995 fino al 2005.

## Statistiche

### Presenze e reti nei club
Statistiche aggiornate al 14 ottobre 2007.
| Stagione                 | Squadra                  | Campionato               | Campionato | Campionato | Coppa nazionale | Coppa nazionale | Coppa nazionale | Coppe europee | Coppe europee | Coppe europee | Altre coppe | Altre coppe | Altre coppe | Totale | Totale |
| Stagione                 | Squadra                  | Comp                     | Pres       | Reti       | Comp            | Pres            | Reti            | Comp          | Pres          | Reti          | Comp        | Pres        | Reti        | Pres   | Reti   |
| ------------------------ | ------------------------ | ------------------------ | ---------- | ---------- | --------------- | --------------- | --------------- | ------------- | ------------- | ------------- | ----------- | ----------- | ----------- | ------ | ------ |
| 1992-1993                | Flamurtari Valona        | KP                       | 2          | 0          | CA              | 0               | 0               | -             | -             | -             | -           | -           | -           | 2      | 0      |
| 1993-1994                | Flamurtari Valona        | KP                       | 7          | 0          | CA              | 0               | 0               | -             | -             | -             | -           | -           | -           | 7      | 0      |
| 1994-1995                | Flamurtari Valona        | KP                       | 22         | 0          | CA              | 0               | 0               | -             | -             | -             | -           | -           | -           | 22     | 0      |
| 1995-1996                | Flamurtari Valona        | KP                       | 31         | 2          | CA              | 0               | 0               | -             | -             | -             | -           | -           | -           | 31     | 2      |
| 1996-1997                | Flamurtari Valona        | KP                       | 1          | 0          | CA              | 0               | 0               | CdC           | 2             | 0             | -           | -           | -           | 3      | 0      |
| 1997-1998                | Flamurtari Valona        | KP                       | 22         | 0          | CA              | 0               | 0               | -             | -             | -             | -           | -           | -           | 22     | 0      |
| Totale Flamurtari Valona | Totale Flamurtari Valona | Totale Flamurtari Valona | 85         | 2          |                 | 0               | 0               |               | 2             | 0             |             | -           | -           | 87     | 2      |
| 1998-1999                | Maribor                  | 1. SNL                   | 17         | 1          | CS              | 2               | 0               | UCL           | -             | -             | -           | -           | -           | 19     | 1      |
| 1999-2000                | Maribor                  | 1. SNL                   | 25         | 1          | CS              | 0               | 0               | UCL           | 7             | 0             | -           | -           | -           | 32     | 1      |
| Totale Maribor           | Totale Maribor           | Totale Maribor           | 42         | 2          |                 | 2               | 0               |               | 7             | 0             |             | -           | -           | 51     | 2      |
| 2000-2001                | Gent                     | D1                       | 32         | 2          | CB              | 2               | 0               | CU            | 3             | 1             | -           | -           | -           | 37     | 3      |
| 2001-2002                | Gent                     | D1                       | 19         | 0          | CB              | 0               | 0               | Int           | 6             | 0             | -           | -           | -           | 25     | 0      |
| 2002-2003                | Gent                     | D1                       | 25         | 0          | CB              | 0               | 0               | -             | -             | -             | -           | -           | -           | 25     | 0      |
| Totale Gent              | Totale Gent              | Totale Gent              | 76         | 2          |                 | 2               | 0               |               | 9             | 1             |             | -           | -           | 87     | 3      |
| 2003-gen. 2004           | Eintracht Francoforte    | BL                       | 13         | 0          | CG              | 2               | 0               | -             | -             | -             | -           | -           | -           | 15     | 0      |
| gen.-giu. 2004           | RW Oberhausen            | 2L                       | 11         | 0          | CG              | 0               | 0               | -             | -             | -             | -           | -           | -           | 11     | 0      |
| 2004-2005                | Tirana                   | KS                       | 14         | 0          | CA              | 1               | 0               | UCL           | 0             | 0             | SA          | 0           | 0           | 15     | 0      |
| Totale carriera          | Totale carriera          | Totale carriera          | 241        | 6          |                 | 7               | 0               |               | 18            | 1             |             | 0           | 0           | 266    | 7      |

### Cronologia presenze e reti in nazionale
| Cronologia completa delle presenze e delle reti in nazionale ― Albania | Cronologia completa delle presenze e delle reti in nazionale ― Albania | Cronologia completa delle presenze e delle reti in nazionale ― Albania | Cronologia completa delle presenze e delle reti in nazionale ― Albania | Cronologia completa delle presenze e delle reti in nazionale ― Albania | Cronologia completa delle presenze e delle reti in nazionale ― Albania | Cronologia completa delle presenze e delle reti in nazionale ― Albania | Cronologia completa delle presenze e delle reti in nazionale ― Albania |
| Data                                                                   | Città                                                                  | In casa                                                                | Risultato                                                              | Ospiti                                                                 | Competizione                                                           | Reti                                                                   | Note                                                                   |
| ---------------------------------------------------------------------- | ---------------------------------------------------------------------- | ---------------------------------------------------------------------- | ---------------------------------------------------------------------- | ---------------------------------------------------------------------- | ---------------------------------------------------------------------- | ---------------------------------------------------------------------- | ---------------------------------------------------------------------- |
| 30-11-1995                                                             | Tirana                                                                 | Albania                                                                | 2 – 0                                                                  | Bosnia ed Erzegovina                                                   | Amichevole                                                             | -                                                                      | 46’                                                                    |
| 6-2-2000                                                               | Ta' Qali                                                               | Albania                                                                | 3 – 0                                                                  | Andorra                                                                | Amichevole                                                             | -                                                                      |                                                                        |
| 8-2-2000                                                               | Ta' Qali                                                               | Albania                                                                | 1 – 0                                                                  | Azerbaigian                                                            | Amichevole                                                             | -                                                                      |                                                                        |
| 10-2-2000                                                              | Ta' Qali                                                               | Malta                                                                  | 0 – 1                                                                  | Albania                                                                | Amichevole                                                             | -                                                                      |                                                                        |
| 26-4-2000                                                              | Prilep                                                                 | Macedonia                                                              | 1 – 0                                                                  | Albania                                                                | Amichevole                                                             | -                                                                      |                                                                        |
| 15-8-2000                                                              | Tirana                                                                 | Albania                                                                | 0 – 0                                                                  | Cipro                                                                  | Amichevole                                                             | -                                                                      | 46’                                                                    |
| 2-9-2000                                                               | Helsinki                                                               | Finlandia                                                              | 2 – 1                                                                  | Albania                                                                | Qual. Mondiali 2002                                                    | -                                                                      |                                                                        |
| 11-10-2000                                                             | Tirana                                                                 | Albania                                                                | 2 – 0                                                                  | Grecia                                                                 | Qual. Mondiali 2002                                                    | -                                                                      |                                                                        |
| 15-11-2000                                                             | Tirana                                                                 | Albania                                                                | 3 – 0                                                                  | Malta                                                                  | Amichevole                                                             | -                                                                      |                                                                        |
| 24-3-2001                                                              | Leverkusen                                                             | Germania                                                               | 2 – 1                                                                  | Albania                                                                | Qual. Mondiali 2002                                                    | -                                                                      |                                                                        |
| 28-3-2001                                                              | Tirana                                                                 | Albania                                                                | 1 – 3                                                                  | Inghilterra                                                            | Qual. Mondiali 2002                                                    | -                                                                      |                                                                        |
| 25-4-2001                                                              | Gaziantep                                                              | Turchia                                                                | 0 – 2                                                                  | Albania                                                                | Amichevole                                                             | -                                                                      |                                                                        |
| 2-6-2001                                                               | Candia                                                                 | Grecia                                                                 | 1 – 0                                                                  | Albania                                                                | Qual. Mondiali 2002                                                    | -                                                                      | 39’                                                                    |
| 6-6-2001                                                               | Tirana                                                                 | Albania                                                                | 0 – 2                                                                  | Grecia                                                                 | Qual. Mondiali 2002                                                    | -                                                                      |                                                                        |
| 1-9-2001                                                               | Tirana                                                                 | Albania                                                                | 0 – 2                                                                  | Finlandia                                                              | Qual. Mondiali 2002                                                    | -                                                                      |                                                                        |
| 5-9-2001                                                               | Newcastle upon Tyne                                                    | Inghilterra                                                            | 2 – 0                                                                  | Albania                                                                | Qual. Mondiali 2002                                                    | -                                                                      |                                                                        |
| 13-2-2002                                                              | Lussemburgo                                                            | Lussemburgo                                                            | 0 – 0                                                                  | Albania                                                                | Amichevole                                                             | -                                                                      |                                                                        |
| 12-10-2002                                                             | Tirana                                                                 | Albania                                                                | 1 – 1                                                                  | Svizzera                                                               | Qual. Euro 2004                                                        | -                                                                      |                                                                        |
| 16-10-2002                                                             | Volgograd                                                              | Russia                                                                 | 4 – 1                                                                  | Albania                                                                | Qual. Euro 2004                                                        | -                                                                      |                                                                        |
| 29-3-2003                                                              | Scutari                                                                | Albania                                                                | 3 – 1                                                                  | Russia                                                                 | Qual. Euro 2004                                                        | -                                                                      |                                                                        |
| 2-4-2003                                                               | Tirana                                                                 | Albania                                                                | 0 – 0                                                                  | Irlanda                                                                | Qual. Euro 2004                                                        | -                                                                      |                                                                        |
| 30-4-2003                                                              | Sofia                                                                  | Bulgaria                                                               | 2 – 0                                                                  | Albania                                                                | Amichevole                                                             | -                                                                      | 89’                                                                    |
| 7-6-2003                                                               | Dublino                                                                | Irlanda                                                                | 2 – 1                                                                  | Albania                                                                | Qual. Euro 2004                                                        | -                                                                      |                                                                        |
| 11-6-2003                                                              | Ginevra                                                                | Svizzera                                                               | 3 – 2                                                                  | Albania                                                                | Qual. Euro 2004                                                        | -                                                                      | 46’                                                                    |
| 20-8-2003                                                              | Prilep                                                                 | Macedonia                                                              | 3 – 1                                                                  | Albania                                                                | Amichevole                                                             | -                                                                      | 20’, ?’                                                                |
| 6-9-2003                                                               | Tbilisi                                                                | Georgia                                                                | 3 – 0                                                                  | Albania                                                                | Qual. Euro 2004                                                        | -                                                                      |                                                                        |
| 10-9-2003                                                              | Tirana                                                                 | Albania                                                                | 3 – 1                                                                  | Georgia                                                                | Qual. Euro 2004                                                        | -                                                                      | 9’                                                                     |
| 11-10-2003                                                             | Lisbona                                                                | Portogallo                                                             | 5 – 3                                                                  | Albania                                                                | Amichevole                                                             | -                                                                      |                                                                        |
| 15-11-2003                                                             | Tirana                                                                 | Albania                                                                | 2 – 0                                                                  | Estonia                                                                | Amichevole                                                             | -                                                                      |                                                                        |
| 18-2-2004                                                              | Tirana                                                                 | Albania                                                                | 2 – 1                                                                  | Svezia                                                                 | Amichevole                                                             | -                                                                      |                                                                        |
| 31-3-2004                                                              | Tirana                                                                 | Albania                                                                | 2 – 1                                                                  | Islanda                                                                | Amichevole                                                             | -                                                                      |                                                                        |
| 9-2-2005                                                               | Tirana                                                                 | Albania                                                                | 0 – 2                                                                  | Ucraina                                                                | Qual. Mondiali 2006                                                    | -                                                                      | 56’                                                                    |
| 29-5-2005                                                              | Stettino                                                               | Polonia                                                                | 1 – 0                                                                  | Albania                                                                | Amichevole                                                             | -                                                                      |                                                                        |
| 9-2-2005                                                               | Tirana                                                                 | Albania                                                                | 3 – 2                                                                  | Georgia                                                                | Qual. Mondiali 2006                                                    | -                                                                      | 27’                                                                    |
| Totale                                                                 |                                                                        | Presenze                                                               | 34                                                                     |                                                                        | Reti                                                                   | 0                                                                      |                                                                        |

### Cronologia presenze e reti in nazionale - Partite non ufficiali
| Cronologia completa delle presenze e delle reti in nazionale ― Kosovo | Cronologia completa delle presenze e delle reti in nazionale ― Kosovo | Cronologia completa delle presenze e delle reti in nazionale ― Kosovo | Cronologia completa delle presenze e delle reti in nazionale ― Kosovo | Cronologia completa delle presenze e delle reti in nazionale ― Kosovo | Cronologia completa delle presenze e delle reti in nazionale ― Kosovo | Cronologia completa delle presenze e delle reti in nazionale ― Kosovo | Cronologia completa delle presenze e delle reti in nazionale ― Kosovo |
| Data                                                                  | Città                                                                 | In casa                                                               | Risultato                                                             | Ospiti                                                                | Competizione                                                          | Reti                                                                  | Note                                                                  |
| --------------------------------------------------------------------- | --------------------------------------------------------------------- | --------------------------------------------------------------------- | --------------------------------------------------------------------- | --------------------------------------------------------------------- | --------------------------------------------------------------------- | --------------------------------------------------------------------- | --------------------------------------------------------------------- |
| 6-9-2002                                                              | Pristina                                                              | Kosovo                                                                | 0 – 1                                                                 | Albania                                                               | Amichevole                                                            | -                                                                     |                                                                       |
| Totale                                                                |                                                                       | Presenze                                                              | 1                                                                     |                                                                       | Reti                                                                  | 0                                                                     |                                                                       |